# مارگاریدا شیرگو
مارگاریدا شیرگو (اسپانیایی: Margarita Xirgu‎؛ ‏ ۱۸ ژوئیهٔ ۱۸۸۸ – ۲۵ آوریل ۱۹۶۹) بازیگر تئاتر و کارگردان نمایش اهل اسپانیا بود. او در دوره فرانکو به دلیل دوستی با فدریکو گارسیا لورکا تبعید شد اما فعالیتش را در آمریکا ادامه داد.
شیرگو در کشورش و نیز در آمریکای لاتین بسیار محبوب بود. از مهمترین‌نقش‌آفرینی‌هایش می‌توان بازی در نمایش‌های یرما، خانه برناردا آلبا و ماریانا پینه‌دا را نام برد.